# Blue Water (misil)
Blue Water fue un programa militar británico para fabricar un misil balístico táctico con capacidad nuclear en principios de la década de 1960, destinado a reemplazar al MGM-5 Corporal, que se estaba quedando obsoleto. Con aproximadamente la misma función y alcance que el Corporal, Blue Water era un misil mucho más simple y significativamente más fácil de apoyar en el campo. Fue visto como un reemplazo del cabo tanto en el Reino Unido como en otros operadores de la OTAN, en particular Alemania y posiblemente Turquía.
La historia del diseño se remonta al diseño Red Rose de 1954, de menor alcance pero similar. En 1958, los requisitos cambiaron significativamente y llevaron a que se le cambiara el nombre a pesar de que el misil en sí era muy similar en general. El misil Blue Water que entró en pruebas en 1962 tuvo un éxito general y fue elogiado en la industria. Sin embargo, cuando Alemania compró el MGM-29 Sergeant en lugar de Blue Water, y parecía que Turquía haría lo mismo, el gobierno del Reino Unido decidió cancelar su desarrollo en lugar de continuar desarrollando un misil que sería utilizado únicamente por sus propias fuerzas armadas.
Blue Water era un nombre en clave asignado aleatoriamente por el Ministerio de Abastecimiento según su sistema Códigos Arcoíris.